# Norge (kungaskepp)

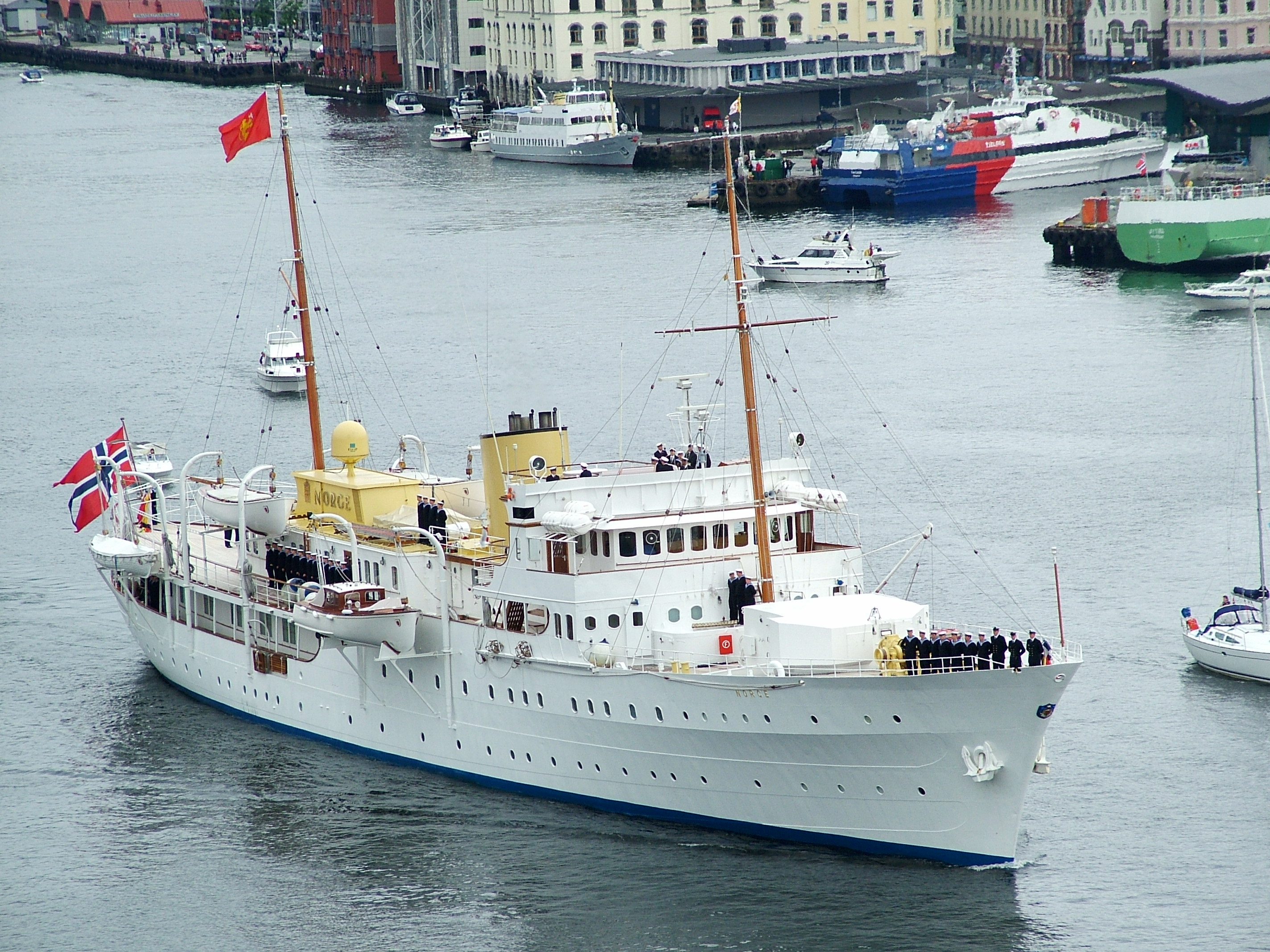
Norge.

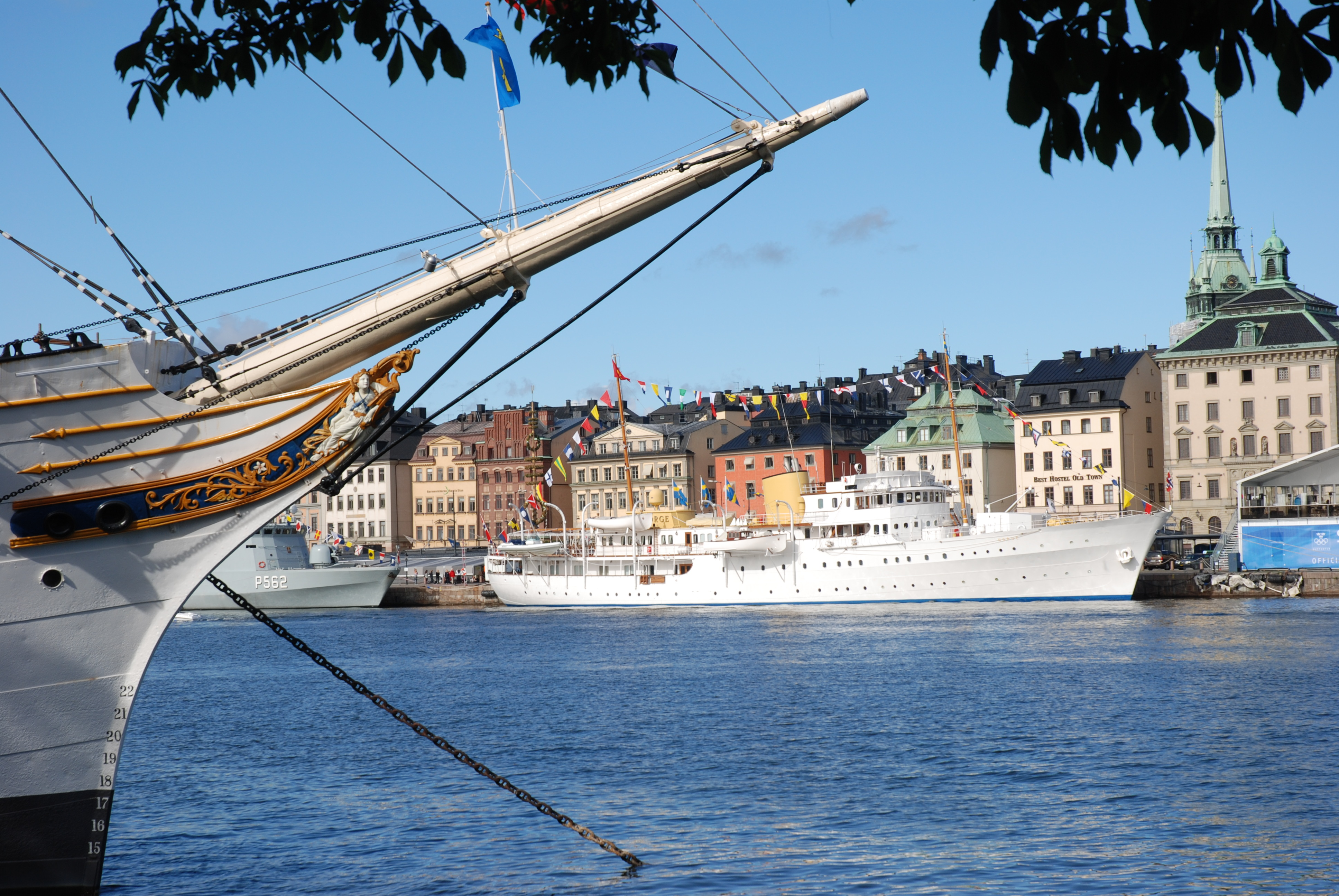
Kungaskeppet Norge vid Skeppsbron i Stockholm juni 2010. I förgrunden fullriggaren af Chapman

Kungaskeppet Norge är det norska kungahusets fartyg, skänkt till kung Håkon av det norska folket 1948.
KS Norge byggdes vid varvet Camper & Nicholsons i Southampton och sjösattes 1937 som MY Philante. Hon ägdes av flygplansfabrikanten Thomas Sopwith och användes under andra världskriget av den brittiska flottan som eskortfartyg i Atlanttrafiken.
Kungaskeppet bemannas av den norska flottan och har en besättning på 18 officerare och 36 värnpliktiga. Det används av kungen under en sommarsäsong som varar mellan maj och vanligtvis september. 
KS Norge är 80,6 meter långt, 11,6 meter brett och har ett djupgående på 4,7 meter. Bruttotonnaget är 1 625 ton och marschfarten är 14 knop. Fartyget är utrustat med två dieselmotorer på vardera 1 760 hk från Bergen Diesel.